# Murik (langue de Papouasie-Nouvelle-Guinée)
Pour les articles homonymes, voir Murik (homonymie).
Le murik est une langue papoue parlée en Papouasie-Nouvelle-Guinée, dans la province de Sepik oriental.

## Classification
Le murik fait partie des langues lower sepik-ramu.

## Phonologie
Les  voyelles du murik sont :

### Voyelles
|           | Antérieure | Centrale | Postérieure |
| --------- | ---------- | -------- | ----------- |
| Fermée    | i [i]      | ɨ [ɨ]    | u [u]       |
| Mi-fermée | e [e]      |          | o [o]       |
| Ouverte   | ɛ [ɛ]      |          | ɑ [ɑ]       |

### Consonnes
Les consonnes du murik sont :
|              |              | Bilabiales | Alvéolaires | Dorsales | Dorsales |
| ------------ | ------------ | ---------- | ----------- | -------- | -------- |
| Palatales    | Vélaires     | Bilabiales | Alvéolaires |          |          |
| Occlusives   | Sourde       | p [p]      | t [t]       |          | k [k]    |
| Occlusives   | Sonore       | b [b]      | d [d]       |          | g [g]    |
| Fricative    | Sourde       |            | s [s]       |          |          |
| Fricative    | Sonore       | β [β]      |             |          | ɣ [ɣ]    |
| Affriquée    | Affriquée    |            | j [d͡ʑ]      |          |          |
| Nasale       | Nasale       | m [m]      | n [n]       |          | ŋ [ŋ]    |
| Latérale     | Latérale     |            | r [r]       |          |          |
| Semi-voyelle | Semi-voyelle | w [w]      |             | y [ j]   |          |

## Écriture
Le murik s'écrit avec l'alphabet latin.

### Phonèmes
| Caractère     | Caractère | Caractère | Caractère | Caractère | Caractère | Caractère | Caractère | Caractère | Caractère | Caractère | Caractère | Caractère | Caractère | Caractère | Caractère | Caractère | Caractère | Caractère | Caractère | Caractère | Caractère |
| ------------- | --------- | --------- | --------- | --------- | --------- | --------- | --------- | --------- | --------- | --------- | --------- | --------- | --------- | --------- | --------- | --------- | --------- | --------- | --------- | --------- | --------- |
| a             | b         | d         | e         | g         | h         | i         | ɨ         | j         | k         | m         | n         | ŋ         | o         | p         | r         | s         | t         | u         | v         | w         | y         |
| Prononciation |           |           |           |           |           |           |           |           |           |           |           |           |           |           |           |           |           |           |           |           |           |
| ɑ             | b         | d         | e         | g         | ɣ         | i         | ɨ         | d͡ʑ        | k         | m         | n         | ŋ         | o         | p         | r         | s         | t         | u         | β         | w         | j         |

## Sources
- (en) Anonyme, s. d., Murik (Nor-Murik Lakes) Organized Phonological Data, manuscrit, Ukarumpa, SIL International.